# Herminia griselda
Herminia griselda är en fjärilsart som beskrevs av Butler 1879. Herminia griselda ingår i släktet Herminia och familjen nattflyn. Inga underarter finns listade i Catalogue of Life.